# 小行星17179
小行星17179（17179 Codina）是一颗绕太阳运转的小行星，为主小行星带小行星。该小行星于1999年10月4日发现。

## 轨道参数
小行星17179的轨道半长轴为3.0575236 UA，离心率为0.077。